# Рамминг, Мартин
Мартин-Готгард-Теодор Рамминг (21 ноября 1889, Санкт-Петербург — 29 марта 1988, Берлин) — русско-немецкий востоковед, японист.

## Биография
Родился в Санкт-Петербурге в немецкой семье. Учился в Анненшуле. В 1908—1912 годах учился на факультете восточных языков Петербургского университета.
На службе в МИД Российской Империи. Был студентом-стажером, а затем драгоманом в русской миссии в Токио, до её закрытия в 1923 году.
Затем до 1927 года жил в Японии как частное лицо, зарабатывал преподаванием иностранных языков.
С 1927 года в Берлине. Преподавал японский язык в основанном Вильгельмом Зольфом Институте взаимного обучения Японии и Германии.
Сделал академическую карьеру. В 1948—1961 годах — директор отдела Восточной Азии в Институте Востоковедения АН ГДР.